# Neydson da Silva
Neydson da Silva (Maceió, Brasil, 28 de octubre de 1996) es un futbolista brasileño. Juega de arquero y su equipo actual es el Molde FK de la Primera División de Noruega.

## Biografía
Fue llevado a MFK de Echo / Aureosen en 2011. Ha jugado una serie de partidos en la Segunda División.

## Clubes
| Club     | País    | Año           | PJ | Goles |
| -------- | ------- | ------------- | -- | ----- |
| Molde FK | Noruega | 2015-presente | 1  | 0     |